# Райна Kандева
Райна Михайлова Кандева е деятелка на учителското, работническото и женското движение в България.

## Биография
Родена е на 15 септември 1882 г. в Стара Загора. Сестра е на Деко Абаджиев, Учи в Девическата гимназия в родния си град, където се запознава със социалистическото учение. През 1903 г. става член на социалистическата партия. Учителската си кариера започва в с. Тракиец, Хасковско. Запознава се с Димитър Благоев, Тина и Георги Киркови, Георги Димитров и Люба Ивошевич, с които потдържа връзки. Омъжва се за Ламби Кандев, също деец на социалистическото движение. С него са учители в с. Долни Дъбник, Плевенско, а след избирането му за редактор на в. „Учителска искра“ през 1912 г., семейството се премества в София. В края на 1913 г., заедно с Люба Ивошевич – Димитрова и Тина Киркова, Райна Кандева се включва в Централната женска комисия към ЦК на БКП.
По време на войните участва в редактирането на в. „Учителска искра“ и на първите четири броя на в. „Равенство“. Участничка на учителската конференция през 1920 г. Там изнася доклад, в който застъпва социалистическите идеи. Това става причина за уволняването и през април 1921 г. от всички училища в страната.
Райна Кандева участва в подготовката на Септемврийското въстание от 1923 г., а след атентата в църквата „Света Неделя“ през 1925 г., арестуването и убийството на нейния съпруг, тя е интернирана в Стара Загора. През 1928 г. успява да замине за СССР, където работи в областта на образованието. Тя е преподавател и директор на Педагогическия техникум в село Преслав, Украйна (1928 – 1931 г.), редактор в българския сектор на Всерусийското издателство на малцинствата в Харков (1931 – 1933 г.), заместник-декан на Педагогическия институт в Одеса и преподавател по български език в редица учебни заведения (1933 – 1938 г.). През тези години издава над 20 учебника по роден език и публикува много педагогически статии. На 4 март 1938 г. по време на сталинските репресии е арестувана и разследвана. На 20 декември 1939 г. с постановление на НКВД на Украйна разследването е прекратено. Реабилитирана през август 1989 г. с решение на Политбюро на ЦК на БКП.
През 1945 г. се връща в България. Членка е на управителния съвет на БЖНС. Като публицист помества през периода 1905 – 1925 г. над 187 статии във в. „Работнически вестник“, „Учителска искра“, а след 1945 г. е в редакционната колегия на сп. „Жената днес“ и публикува редица статии на страниците на българския периодичен печат. Умира на 25 май 1967 г.
Наградена е с орден „Георги Димитров“ и орден „9 септември 1944 г.“ първа степен.
Има две дъщери Дора и Венета, които през 1987 г. издават книга за майка си, при издателство „Народна просвета“.
В Стара Загора има улица на нейно име, а в Държавния Архив има запазени нейни спомени и автобиография.